# George Murray (évêque de St David's)
Pour les articles homonymes, voir George Murray et Murray.
George Murray (30 janvier 1761 à Dunkeld - 3 juin 1803 à Londres) est un homme d'Église anglican qui développa le premier télégraphe optique de Grande-Bretagne, transmettant des messages de Londres à Deal en 1796, quelques années après la mise en œuvre du système de Claude Chappe en France. Lord George Murray est évêque du diocèse de Saint David's de 1801, jusqu'à sa mort.

## Biographie
Il est le deuxième fils de John Murray (3e duc d'Atholl). Il épouse Lady Anne Charlotte Grant, dame d'honneur de la reine Charlotte, qui lui donne cinq enfants ; son fils aîné, nommé également George Murray, est lui aussi un homme d'Église, d'abord évêque de Sodor et de Man puis évêque de Rochester. Il épouse Lady Sara Hay-Drummond, fille de Robert Auriol Hay-Drummond, dixième comte de Kinnoull, et de Sarah Harley. 
Une de ses filles, l'Hon. Charlotte Sophia Murray (1785-1866), épouse le révérend Townshend Selwyn (1782-1853), chanoine de Gloucester. 
Une autre fille, l'Hon. Amelia Murray (1798-1884), est l'auteur de Recollections from 1803-1837, with a conclusion in 1868, ouvrage publié à Londres en 1868.

## Source
- Richard J.Stewart, Convenor Murray Clan Society, Edinburgh, Scotland cousin of John 11th. Duke of Atholl